# Bompietro
Bompietro é uma comuna italiana da região da Sicília, província de Palermo, com cerca de 1.750 habitantes. Estende-se por uma área de 42 km², tendo uma densidade populacional de 42 hab/km². Faz fronteira com Alimena, Blufi, Calascibetta (EN), Gangi, Petralia Soprana, Resuttano (CL), Villarosa (EN).

## Demografia
| Variação demográfica do município entre 1861 e 2011                               |
|                                                                                   |
| Fonte: Istituto Nazionale di Statistica (ISTAT) - Elaboração gráfica da Wikipedia |